# Atelerix frontalis
Atelerix frontalis е вид бозайник от семейство Таралежови (Erinaceidae). Видът не е застрашен от изчезване.

## Разпространение и местообитание
Разпространен е в Ангола, Ботсвана, Зимбабве, Намибия и Южна Африка.
Обитава тропически райони, гористи местности, сухи и пустинни области, градини, ливади, храсталаци и савани.

## Описание
На дължина достигат до 18,2 cm, а теглото им е около 329,1 g.
Популацията на вида е стабилна.